# Clinostomus
Genre
Clinostomus est un genre de poissons téléostéens de la famille des Cyprinidae et de l'ordre des Cypriniformes. Le genre se rencontre en Amérique du Nord.

## Liste des espèces
Selon FishBase (1 octobre 2015) :
- Clinostomus elongatus (Kirtland, 1840)
- Clinostomus funduloides Girard, 1856